# 南橘町
南橘町（なんきつまち）は、群馬県前橋市の地名。郵便番号は371-0043。2013年現在の面積は0.1km2。

## 地理
前橋市営の南橘団地が整備されたときに日輪寺町と荒牧町と青柳町に跨る地域を独立させた地域。北は日輪寺町に、西は荒牧町に、東と南は青柳町に接する。ほぼ全域が団地となっており、前橋市営団地、群馬県営団地と一部分譲住宅地に区分けされており、町の外周道路が町域の境目になっている。

## 歴史
1962年に青柳町、日輪寺町、荒牧町の各一部が合併して成立した地名である。1947年に発生したカスリーン台風により、赤城白川沿いに発生した山津波がこの地域まで達し、大量の土砂が堆積した。そのため、それ以前から農業の生産性が低かったこの地域が一層生産性が低くなってしまっていたが、これが住宅地化を容易にしたため、県内で一番早く本格的な住宅団地が1961年から1970年にかけて建設された。

### 年表
- 1962年 青柳町、日輪寺町、荒牧町の各一部が合併して成立した。

## 世帯数と人口
2017年（平成29年）8月31日現在の世帯数と人口は以下の通りである。
| 町丁   | 世帯数  | 人口    |
| ------ | ------- | ------- |
| 南橘町 | 674世帯 | 1,340人 |

## 小・中学校の学区
市立小・中学校に通う場合、学区は以下の通りとなる。
| 番地 | 小学校             | 中学校             |
| ---- | ------------------ | ------------------ |
| 全域 | 前橋市立桃川小学校 | 前橋市立南橘中学校 |

## 交通

### 鉄道
鉄道駅はない。

### 道路
国道、県道ともに通っていないが、近隣に国道17号が通っている。

## 施設
- 南橘団地
  - 南橘市営住宅
  - 南橘県営住宅